# L'ÉA Tecomah
L'ÉA Tecomah est un établissement français d'enseignement supérieur public du regroupement d'écoles l'ÉA de la Chambre de commerce et d'industrie de région Paris - Île-de-France.
Située à Jouy-en-Josas dans le département des Yvelines, elle partage son campus avec celui d'HEC et propose des formations dans les métiers de l’environnement et du cadre de vie. Aujourd'hui, l'école a intégré L'ÉA qui regroupe de nombreuses activités sur plusieurs sites.
L’école forme chaque année 600 étudiants dont 70 % par la voie de l’apprentissage. Une vingtaine de programmes, du CAP à BAC+5, en temps plein et en alternance, couvrent les domaines suivants :
- Paysage et valorisation des espaces (aménagements paysagers, gestion et management de chantiers, techniques d'espaces sportifs, gestion de l'eau, travaux publics et gestion de chantiers, conduite - mécanique et maintenance d'engins de travaux publics).
- Agrobusiness : commerce, management

L’école propose également des stages de formation continue.

## Histoire
D’une superficie totale de 120 hectares et propriété de la Chambre de commerce et d’industrie de Paris, ce parc faisait autrefois partie du domaine du château de Jouy. À l’origine, il avait été dessiné à la française, avec des miroirs d’eau. Sous Louis XIV, des jardins de style français ornaient le plateau, derrière les bâtiments où s’assemblaient des sources.
Au milieu du XVIIIe siècle, le duc d’Harcourt, promoteur du style anglais, commença à rompre les lignes rigides du jardin. L’aspect du parc changea pour prendre progressivement l'esthétique d’un jardin de style anglais. La pittoresque grotte est son œuvre. Pendant la Révolution, le château ne subit aucune déprédation.
En 1799, la châtelaine de Jouy vendit le domaine à Alexis d'Ablon qui le céda deux ans plus tard à Armand Séguin. Le grand travail de transformation du parc fut accompli par Armand Séguin qui fit également reconstruire le château par l’architecte Bienaimé, au début du XIXe. Séguin établit la rivière à l’anglaise – les étangs actuels – et planta des arbres : sophoras du Japon, tulipiers et conifères qui forment avec les bois et les étangs un cadre très poétique.
Au XIXe siècle, le banquier parisien Adolphe-Jacques Mallet devint le nouveau propriétaire. À partir de 1841, il poursuivit l’enrichissement botanique du parc en introduisant notamment de nombreuses variétés de rhododendrons. Le château de Jouy et son parc sont demeurés entre les mains de la famille Mallet jusqu’en 1955.
Aujourd’hui, le parc continue d’abriter des espèces remarquables : séquoias, cèdres, tulipiers.
En 1963, la chambre de commerce et d’industrie de Paris y implante l’École des hautes études commerciales (HEC) et TECOMAH (l'ÉCOle des Métiers de l'Hôtellerie).
Aujourd'hui[Quand ?], c'est un campus vieillissant nécessitant un investissement lourd afin de pouvoir travailler dans de bonnes conditions.
En 2015, le département restauration intègre l'école Ferrandi Paris, autre école de la Chambre de commerce et d’industrie de Paris - Île-de-France.
Le 22 janvier 2017, la Chambre de commerce et d’industrie de Paris - Île-de-France regroupe cinq de ses 18 établissements d'enseignement supérieur, le CFI Paris-Gambetta (filière Energie), le CFI Gennevilliers (filière Menuiserie et Ascenseurs), l'ITEDEC, TECOMAH et le CFA d’Alembert (filière Ecoconstruction et Eau) au sein d'une même filière, l'ÉA les écoles des éco-activités.

## Plates-formes technologiques mises à disposition des entreprises
L’ensemble du plateau pédagogique de l'ÉA Tecomah sont aujourd'hui usagés mais permettent encore d’expérimenter des projets technologiques innovants avec :
- du matériel de terrassement pour l’aménagement du paysage,
- un laboratoire d’analyse pour le traitement des eaux.

## Pôle formation continue
En formation continue, l'ÉA Tecomah forme plus de 500 stagiaires par an à travers des stages courts ou longs. L'ÉA Tecomah propose des formations sur mesure aux entreprises.

## Accords avec les établissements étrangers
Une vingtaine d'accords d'échanges internationaux (18 en Europe et 2 en Asie) ont été conclus avec des établissements de formation pour permettre les échanges d'étudiants :
- Universität Humboldt - Berlin (Allemagne)
- Technologie Transfer Zentrums Bremerhaven (TTZ) - Bremerhaven (Allemagne)
- Landesanstalt für Gartenbau und Landschaftspflege - Dresde (Allemagne)
- Fachhochschule Weihenstephan - Freising (Allemagne)
- BZB - Krefeld (Allemagne)
- Berufsschulzentrum Opladen - Leverkusen (Allemagne)
- Bildungszentrum für Gartenbau - Langenlois (Autriche)
- Pannoneum] - Neusiedl/See (Autriche)
- I.E.S. Santa Maria de Alacros - Ciudad Real (Espagne)
- Instituto de Enseñanza Secunadaria de Hostelería Carlos Oroza (IES) - Pontevedra (Espagne)
- City of Bristol College - Bristol (Grande-Bretagne)
- Writtle College] - Chelmsford (Grande-Bretagne)
- London School of Tourisme] - Londres (Grande-Bretagne)
- Easton College - Norwich (Grande-Bretagne)
- Magyar Gyula Kerteszeti Syakközepiskola es Szakiskola - Budapest (Hongrie)
- Agrarisch Opleidings Centrum (AOC) de Groene Welle - Zwolle (Pays-Bas)
- Vea - Moelv (Norvège)
- Godalen Videregaende Skole - Stavanger (Norvège)
- Vratnarska sola Celje - Celje (Slovénie)
- Srednja sola za Gostinovo in Turizem Celje - Celje (Slovénie)
- Hagagymnasiet] - Norrköping (Suède)
- Ured za Meunarodne Odnose (UMO); Agronomski Facultet - Zagreb (Croatie)
- Shenyang Agricultural University - Shenyang (Chine)
- Kazu - Osaka (Japon)
- French Food Culture Center (FFCC)] - Tokyo (Japon)
- ITE - Singapour (Singapour)